# Вардё (коммуна, Норвегия)

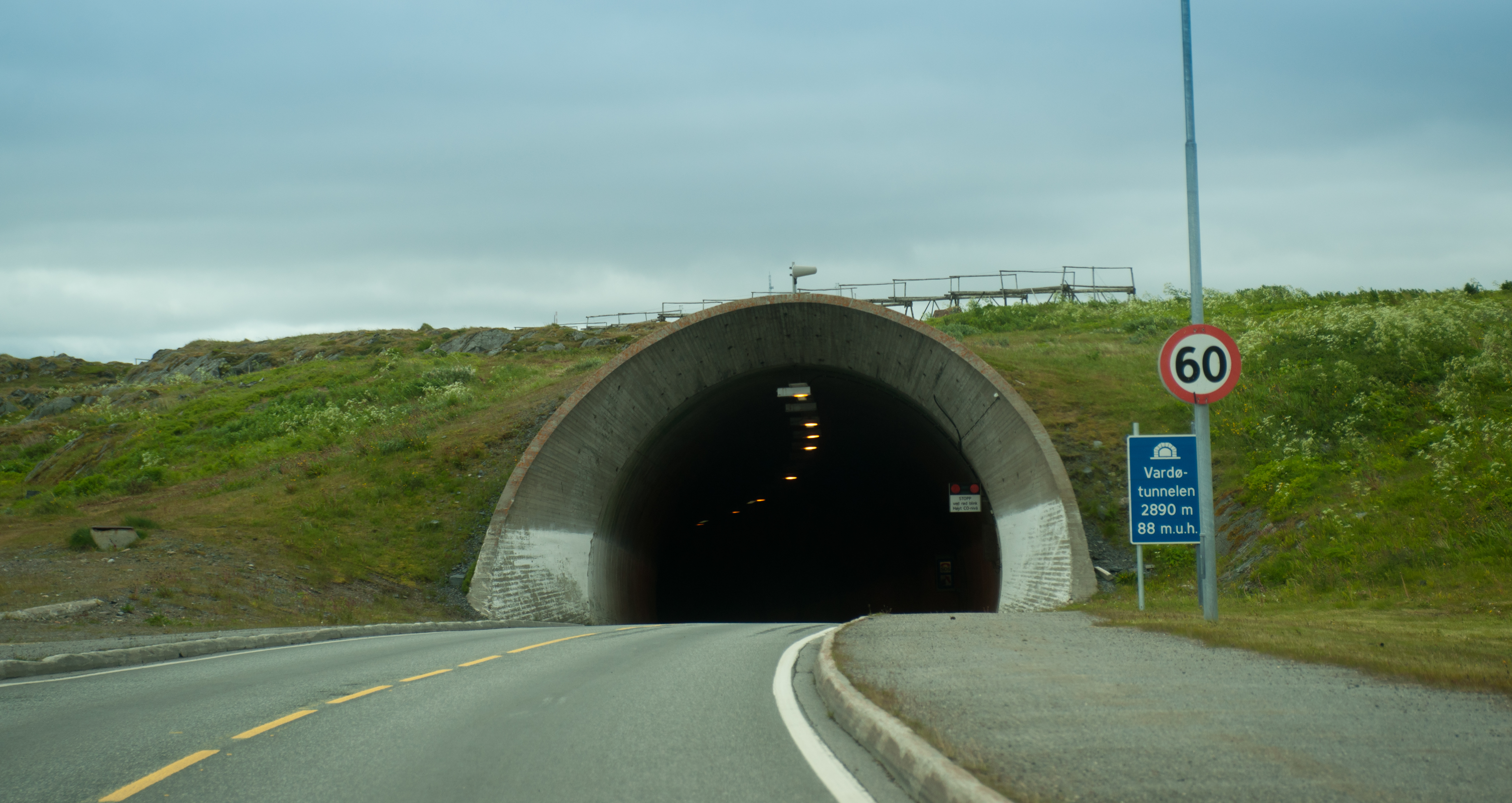
Тоннель Вардё

Ва́рдё (норв. Vardøо файле, сев.‑саам. Várggat) — коммуна в Норвегии. Административным центром является одноимённый город.

## География
Вардё находится в фюльке (административной единице) Финнмарк, в самой северной части континентальной Норвегии на полуострове Варангер. Центр коммуны находится на узком острове Вардё (6 км длиной), расположенном на севере Варяжского залива; остров соединён с материком тоннелем 88-метровой глубины.

## История
Вардё основан в 1307 году королём Норвегии Хаконом V как крепость Вардёхюс; около этого времени была освящена и первая церковь. На протяжении шести веков, до развития Киркенеса, Вардё оставался крайним восточным форпостом Норвегии. В 1734—1738 годах сооружена крепость, существующая и поныне. В 1789 году Вардё получил городские права. Мрачной страницей в истории Вардё была охота на ведьм; в 1621—1663 по обвинению в колдовстве было сожжено 65 человек. Осуждённые — преимущественно женщины и девушки — обвинялись, в частности, в том, что якобы участвовали в шабаше на горе Домен к северо-западу Вардё в ночь святого Ханса (с 23 на 24 июня); в танце ведьм будто бы принимал участие сам сатана, игравший на своей красной скрипке. В 2011 году в память о казнённых был открыт мемориал в Стейлнесете близ Вардё.
С XVI по начало XX века Вардё был важным пунктом торговли между Норвегией и русским Поморьем. Основным продуктом экспорта являлась рыба, в частности, мойва; в 1873 году в порт Вардё заходило до 670 русских судов. Развитием рыбной торговли обусловлен значительный рост населения Вардё во второй половине XIX века. В 1871 году открылась пароходная линия, соединившая Вардё с Архангельском. В 1893 году Вардё стал отправной точкой Норвежской полярной экспедиции под руководством Фритьофа Нансена.
Во время Второй мировой войны, после начала германской оккупации, Вардё стал военно-морской базой германского флота, основной задачей которой было прикрытие морских коммуникаций. Силы союзников — главным образом войска советского Северного флота — неоднократно подвергали Вардё бомбардировкам (крупные бомбардировки пришлись на 25 ноября 1941 года и 26 ноября 1944 года). Известен авианалёт силами авиации Северного флота 23 августа 1944 года силами 168 самолётов (включая штурмовики и истребители прикрытия), в котором в гавани потоплены 3 немецких мотобота, а в городе разрушено 122 здания, убито 11 и ранено 13 немецких солдат
При отступлении германских войск город был ими почти полностью разрушен; уцелели лишь немногие старые дома.
В 1940 году 45 жителей деревни Киберг, расположенной к югу от Вардё, были через Варангер-фьорд эвакуированы в Советский Союз; там некоторые из них прошли обучение и впоследствии заброшены на оккупированную территорию в качестве разведчиков и диверсантов. Лишь 18 из них пережили войну; впоcледствии, в годы Холодной войны, к ним с подозрением относились как власти, так и часть местных жителей. Истории этих людей посвящена экспозиция Партизанского музея в Киберге.
После войны Вардё был фактически отстроен заново. В городе появился ряд знаковых построек в стиле модернизма, например, церковь. С 1970-х годов, по мере истощения рыбных запасов, спада рыбной торговли и уменьшения потребности современной промышленности в рабочей силе, население коммуны Вардё сокращается.

## Население
По состоянию на 2020 год население коммуны составляло 2029 человек. По состоянию на 2017 год население одноимённого города составляло 1875 человек.
| 1801 | 1825 | 1875  | 1910  | 1930  | 1960  | 2001  | 2014  | 2017  |
| ---- | ---- | ----- | ----- | ----- | ----- | ----- | ----- | ----- |
| 94   | 88   | 1 400 | 3 000 | 3 500 | 3 500 | 2 300 | 1 900 | 1 875 |

Основную массу населения составляют норвежцы.

## Транспорт
Коммуна связана с общенорвежской дорожной системой шоссейной дорогой. В Вардё начинается Европейский маршрут E75, далее проходящий через Вадсё, в Варангерботн соединяющийся с маршрутом Е6 и затем через мост Тана идущий в сторону границы с Финляндией. Дорога № 341 связывает Вардё с заброшенной рыбацкой деревней Хамнинберг, находящейся на территории коммуны Ботсфьорд. С материка на остров Вардё проложен тоннель.
В коммуне (на материковой части) действует аэропорт.
В гавань одноимённого города заходят суда пассажирской линии Хюртирута.

## Экономика
Традиционная отрасль хозяйства в Вардё — ловля рыбы (преимущественно с крупных судов) и рыбообработка. Треска и крабы выгружаются и перерабываются в Вардё и Киберге. Рыба экспортируется преимущественно в замороженном виде, лишь небольшая часть вывозится свежей или копчёной. В Вардё действует механический цех для рыболовного флота. До 2003 года в Киберге работала креветочная фабрика. С 2007 года в городе работает центр мониторинга судоходства, задачей которого является отслеживание движения судов в Баренцевом море. С начала XXI века наблюдается рост туризма. В коммуне имеются гавань и порт.

## Радар Globus
С 1998 года в одноимённом городе располагается радар Globus II (AN/FPS-129 «Have Stare»). Задачей радара является отслеживание космического мусора на околоземных орбитах.

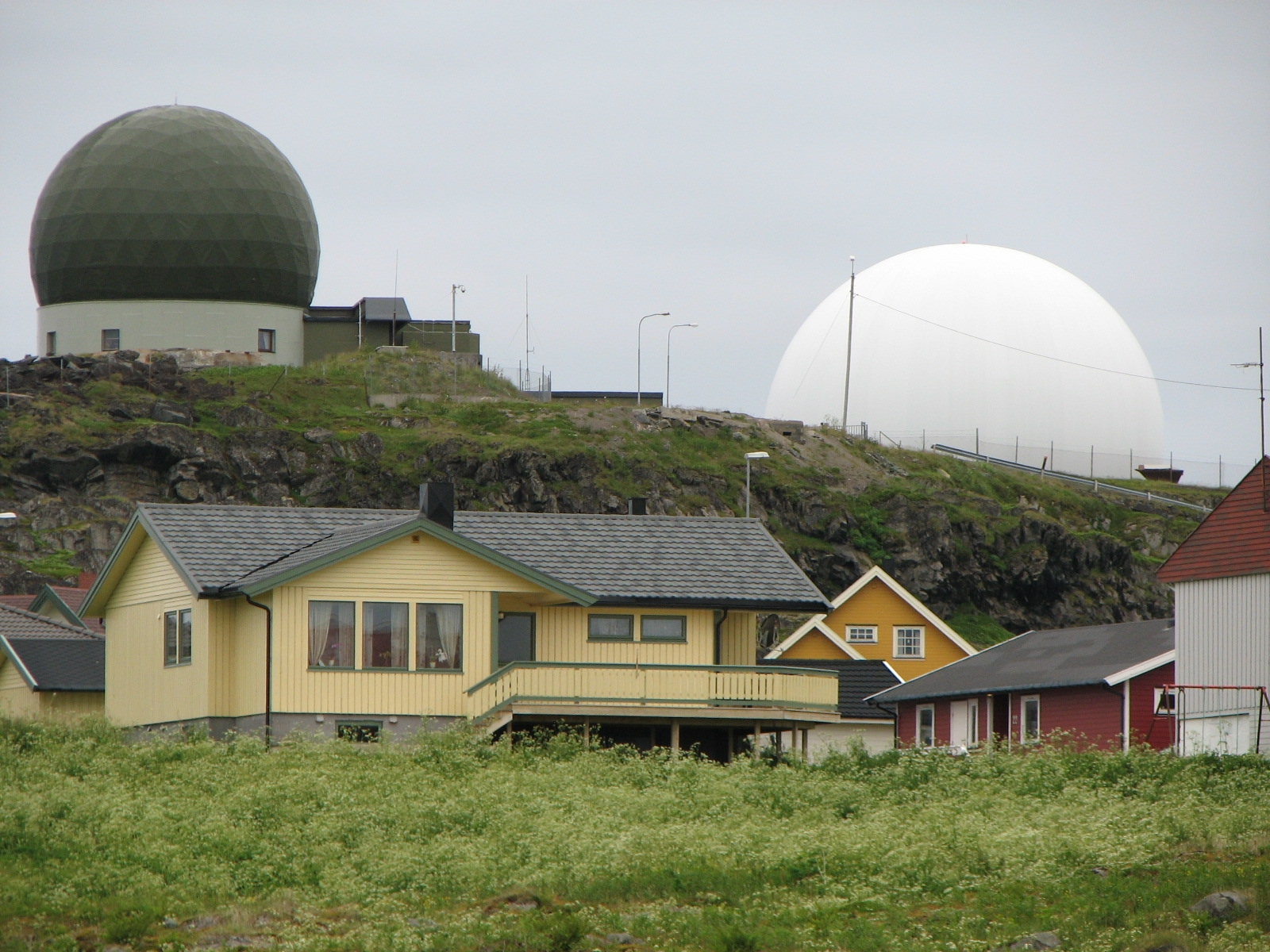
Радар Globus II

Однако из-за близости радара к российской границе и возможной связи радара в Вардё с американской системой противоракетной обороны станция в Вардё стала причиной дипломатических споров между Россией и Норвегией. Российская сторона считает, что основной задачей станции является отслеживание пусков баллистических ракет. Очевидно, радиолокационная станция может быть использована и в интересах национальной ПРО США, что, в свою очередь, является прямым нарушением договора ПРО-72.
В мае 2017 года в Вардё начался монтаж ещё более мощного радара GLOBUS III.

## Достопримечательности
Город Вардё расположен на острове, очертаниями напоминающем бабочку. Над узким перешейком доминирует здание ратуши с пирамидальной крышей, а по обоим берегам находятся строения причалов XIX века, оказавшиеся среди немногих зданий Вардё, не уничтоженных бомбардировками. Также вдоль берегов можно увидеть строения бывших рыбных заводов, напоминающие о послевоенном промышленном расцвете Вардё; ныне эти заброшенные бетонные здания украшены стрит-артом. Среди заметных арт-объектов — «Драккар», скульптура, установленная в 2016 году российскими дизайнерами из проекта «Тайбола» и напоминающая одновременно мифическое чудовище левиафан и корабль викингов.
В Вардё действуют два музея, оба являются филиалами музея Варангера. В расположенном на западной окраине города музее Вардё рассказывается об истории города и коммуны; этот музей был основан в 1894 году как музей естественной истории, а в 2000 году вошёл в состав музея Варангера. В центре Вардё, близ ратуши, находится Поморский музей. Его экспозиция подготовлена в сотрудничестве с музеем деревянного зодчества «Малые Корелы» и посвящена истории торговли Норвегии и России. На западном берегу острова, в Стейлнесете, можно увидеть мемориал, посвящённый памяти жертв «охоты на ведьм» XVII века; он создан художницей Луизой Буржуа и архитектором Петером Цумтором.
Из гавани Вардё на лодке можно добраться до острова Хорнёйа, самой восточной точки Норвегии. На острове находится маяк, но большинство туристов привлекает птичий базар: на местных скалах можно увидеть бакланов, моевок, тонкоклювых и толстоклювых кайр, тупиков.
Ежегодно в июле в Вардё проводится Поморский фестиваль, посвящённой экономическому и культурному сотрудничеству России и Норвегии. В ноябре проводится блюзовый фестиваль, а в марте — фестиваль юкигассен, традиционной игры в снежный бой.

### Крепость Вардёхус
В Вардё находится крепость Вардёхус, история которой прослеживается с XIII-XIV веков. В плане она имеет форму восьмиконечной звезды и включает хорошо сохранившиеся бастионы, надвратную башню и несколько исторических сооружений внутри. Современное здание крепости построено в 1734–1738 годах. В XVII веке крепость служила местом проведения многочисленных судебных процессов над ведьмами. Орудия крепости использовались по назначению лишь дважды — сначала в 1808 году против английского флота, затем в июне 1940 года против немецкой авиации. Уже в двадцатом столетии крепость сыграла свою роль во Второй мировой войне и успела недолго побыть тюрьмой. В настоящее время это туристическая достопримечательность. В здании казармы 1811 года постройки размещён небольшой музей (среди экспонатов — «королевская балка», на которой посещавшие крепость короли начиная с Кристиана IV и заканчивая Харальдом V оставляли свои инициалы). На территории крепости у дома коменданта в 1950-х годах была посажена рябина, долгое время считавшаяся единственным деревом расположенного в арктической климатической зоне Вардё. Каждую зиму дерево бережно укутывали, однако суровую зиму 2002 года оно не пережило — и в 2004 году на его месте была высажена новая рябина. 

Виды Вардё
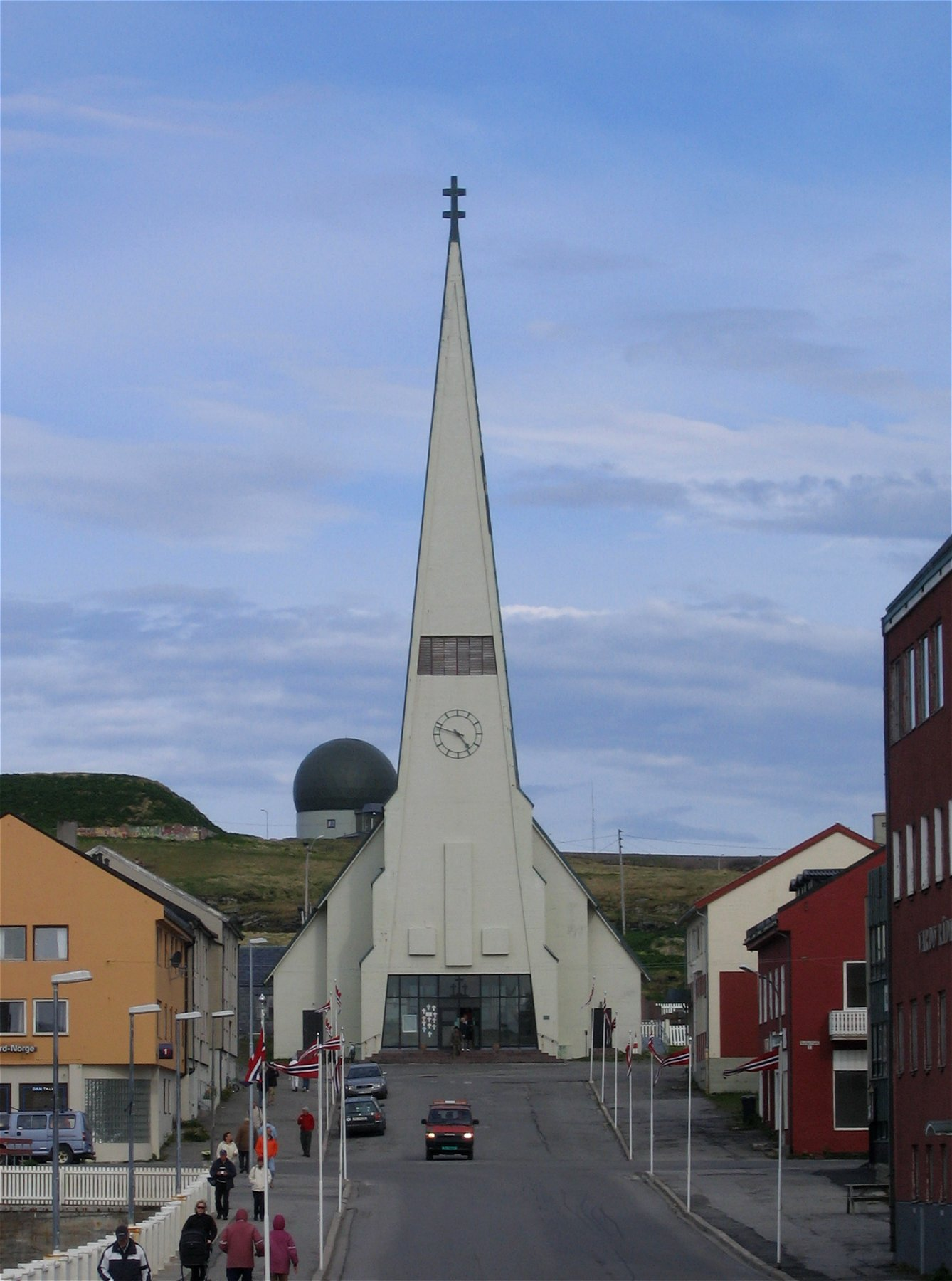
Кирха Вардё
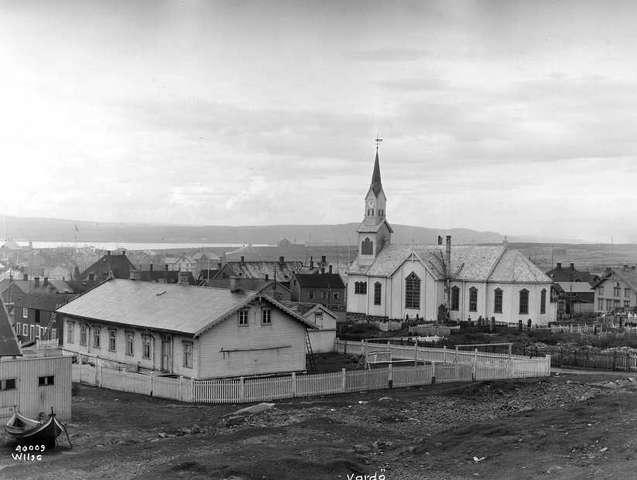
Кирха Вардё, 1933 год